# Městský hřbitov v Sušici
Městský hřbitov v Sušici je hlavní městský hřbitov v Sušici. Nachází se na jihovýchodním okraji města, v ulici Na Vršku.

## Historie

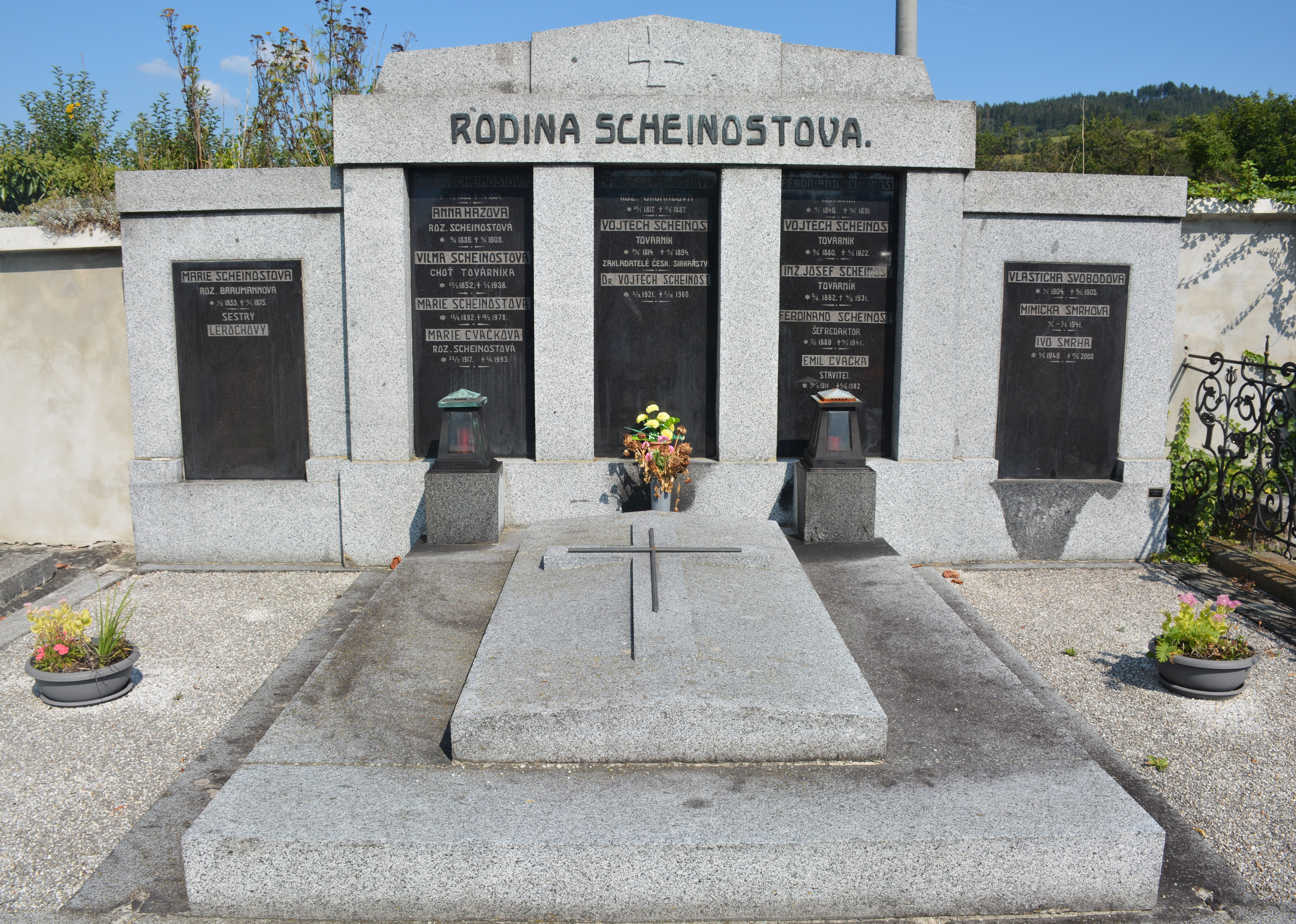
Hrobka rodiny Vojtěch Scheinost (1814–1894), provozovatele sirkařské továrny (autor Stanislav Sucharda)

### Vznik
Hřbitov byl zřízen v roce 1878 na velkém pozemku za městem jako nový městský hřbitov náhradou za pohřebiště U Matky Boží blíže centru města, které nebylo možno dále rozšířit. Prvním pohřbeným na hřbitově byl notář Eduard Šebesta.
Poté, co se v rostoucím městě přestalo pohřbívat u kostelů v centru města, sloužilo pohřebiště jako hlavní městský hřbitov. Vztyčena zde byla novorománská vstupní brána a obřadní síň. Roku 1876 byl na západní straně města otevřen nový městský židovský hřbitov.

### Po roce 1945
S odchodem téměř veškerého německého obyvatelstva města v rámci odsunu sudetských Němců z Československa ve druhé polovině 40. let 20. století zůstala řada hrobů německých rodin opuštěna a bez údržby, byl zde též vztyčen památník obětem a padlým v druhé světové válce. 
Hřbitov byl v následujících letech nadále rozšiřován jižním směrem. V Sušici se nenachází krematorium, ostatky zemřelých jsou zpopelňovány povětšinou v krematoriu v Klatovech. 

## Osobnosti pohřbené na tomto hřbitově
- Matyáš Lerch (1860–1922) – matematik
- Josef Kunský (1903–1977) – geomorfolog a vysokoškolský pedagog.
- Vojtěch Scheinost (1814–1894) – sirkařský podnikatel (autorem výzdoby hrobky S. Sucharda)
- Karel Polata (1914–1974) – hudebník a dirigent

### Rodinné hrobky
- Hrobka rodiny Kožušníčků
- Hrobka rodiny Rathů